# Alfred Boucher
Alfred Boucher (n. 23 septembrie 1850, Nogent-sur-Seine, Champagne-Ardenne, Franța – d. 18 august 1934, Aix-les-Bains, Savoie, Franța) a fost un sculptor francez care i-a fost mentor lui Camille Claudel și prieten al lui Auguste Rodin.

## Biografie
Născut în Bouy-sur-Ovin (Nogent-sur-Seine), a fost fiul unui țăran care a devenit grădinarul sculptorului Joseph-Marius Ramus⁠(d), care, după ce a recunoscut talentul lui Boucher, l-a primit în atelierul său.
A câștigat Grand Prix du Salon în 1881 cu La Piété Filiale. S-a mutat apoi la Florența pentru o perioadă îndelungată și a fost sculptorul preferat al președinților și al membrilor unor familii regale precum George I al Greciei și Maria-Pia a României.
A oferit inspirație și încurajare generației următoare de sculptori precum Laure Coutan⁠(d) și Camille Claudel. Acesta din urmă a fost reprezentată în Camille Claudel citind de Boucher, iar mai târziu ea însăși a sculptat un bust al mentorului său. Înainte de a se muta la Florența și după ce i-a predat lui Claudel și altora timp de peste trei ani, Boucher i-a cerut lui Auguste Rodin să preia instruirea elevilor săi. Așa s-au cunoscut Auguste Rodin și Claudel și a început relația lor tumultoasă și pasională.
A fondat studioul La Ruche⁠(d) din Montparnasse în 1902 pentru a ajuta tinerii artiști. A primit Grand Prix de sculpture de l' Expoziția Universală de la Paris din 1900. A murit la Aix-les-Bains la vârsta de 84 de ani.

## Galerie

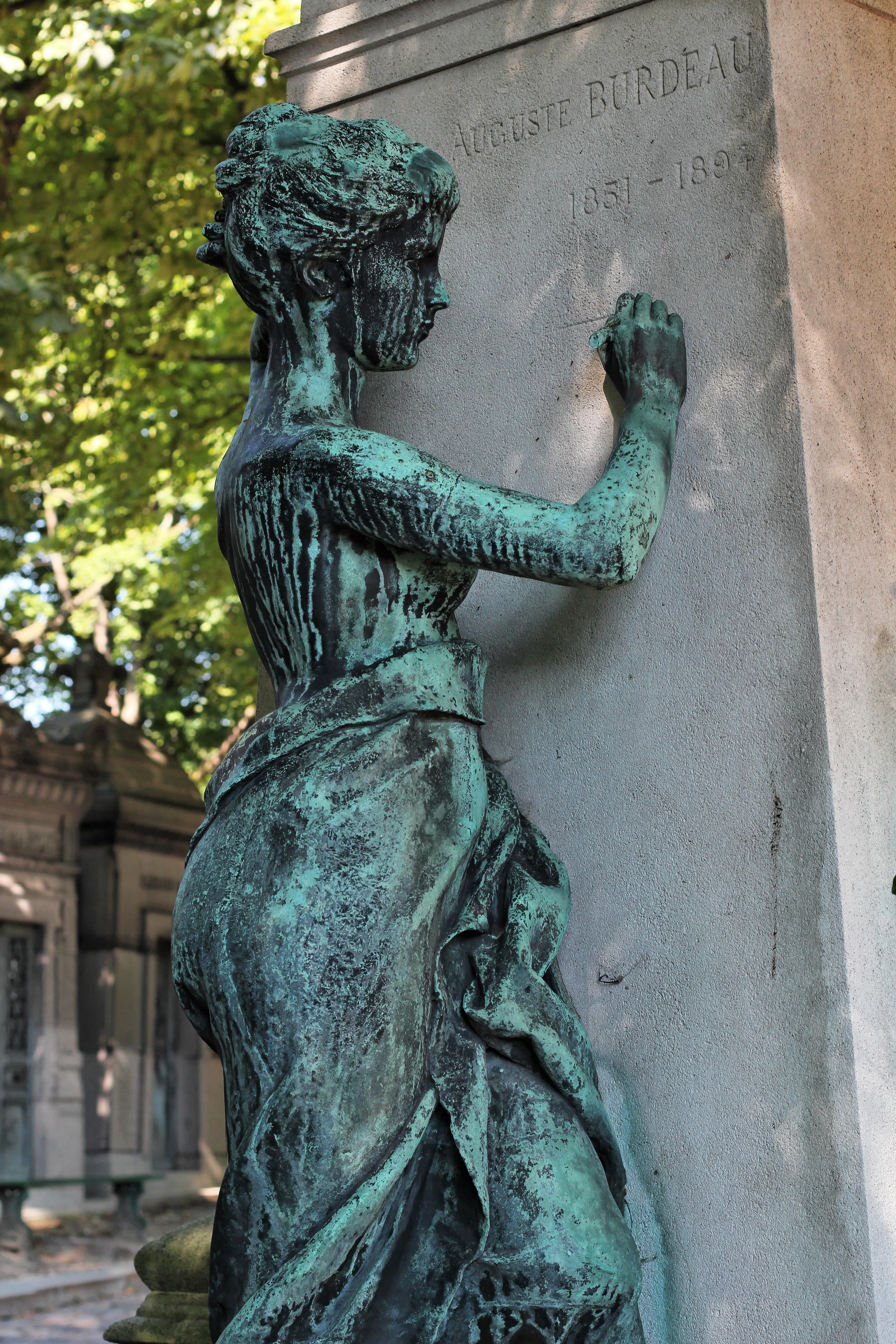
Mormântul lui Auguste Burdeau⁠(d) (1851-1894)

O statuetă a Ioanei d'Arc a fost prezentată într-un episod din Antique Road Show.

## Expoziții
- Camille Claudel révélée... , sculpturi de Alfred Boucher și Auguste Rodin, Nogent-sur-Seine, Agora Michel Baroin, mai 2003. [8]
- Alfred Boucher, 1850–1934, sculpteur humaniste, Musée Paul Dubois-Alfred Boucher, Nogent-sur-Seine, 27 mai-29 octombrie 2000, (catalog disponibil cu text de Jacques Piette, conservator du musée municipal Paul Dubois – Alfred Boucher)